# سیلویا هیچکاک
سیلویا هیچکاک (انگلیسی: Sylvia Hitchcock; ۳۱ ژانویهٔ ۱۹۴۶ – ۱۵ اوت ۲۰۱۵) هنرپیشه، و مدل (شخص) اهل ایالات متحده آمریکا بود.
وی همچنین برندهٔ جوایزی همچون دوشیزه جهان و ملکه زیبایی ایالات متحده آمریکا در سال ۱۹۶۷ شده‌است.

## زندگینامه
هیچکاک در هیورهیل، ماساچوست متولد شد و در مزرعه مرغداری در میامی، فلوریدا بزرگ شد. او در دبیرستان پالمیتو و میامی دان کالج حضور یافت و در دانشگاه آلاباما در رشته هنر تحصیل کرد. زمانی که او عنوان ملکه زیبایی ایالات متحده آمریکا را بدست آورد تصمیم گرفت تا تحصیل را ادامه ندهد.